# Liolaemus heliodermis
Liolaemus heliodermis är en ödleart som beskrevs av Robert E. Espinoza, Fernando Lobo och Félix B. Cruz 2000. Liolaemus heliodermis ingår i släktet Liolaemus och familjen Tropiduridae. Inga underarter finns listade i Catalogue of Life.